# Ira von Fürstenberg
Ira von Fürstenberg (Virginia Carolina Theresa Pancrazia Galdina Prinzessin von und zu Fürstenberg) (18. dubna 1940, Řím –⁠⁠⁠⁠⁠ 18. února 2024, Řím) byla německo-italská šlechtična, filmová herečka a modelka působící převážně v Itálii. Byla sestřenicí bývalého českého ministra zahraničí Karla Schwarzenberga.

## Životopis

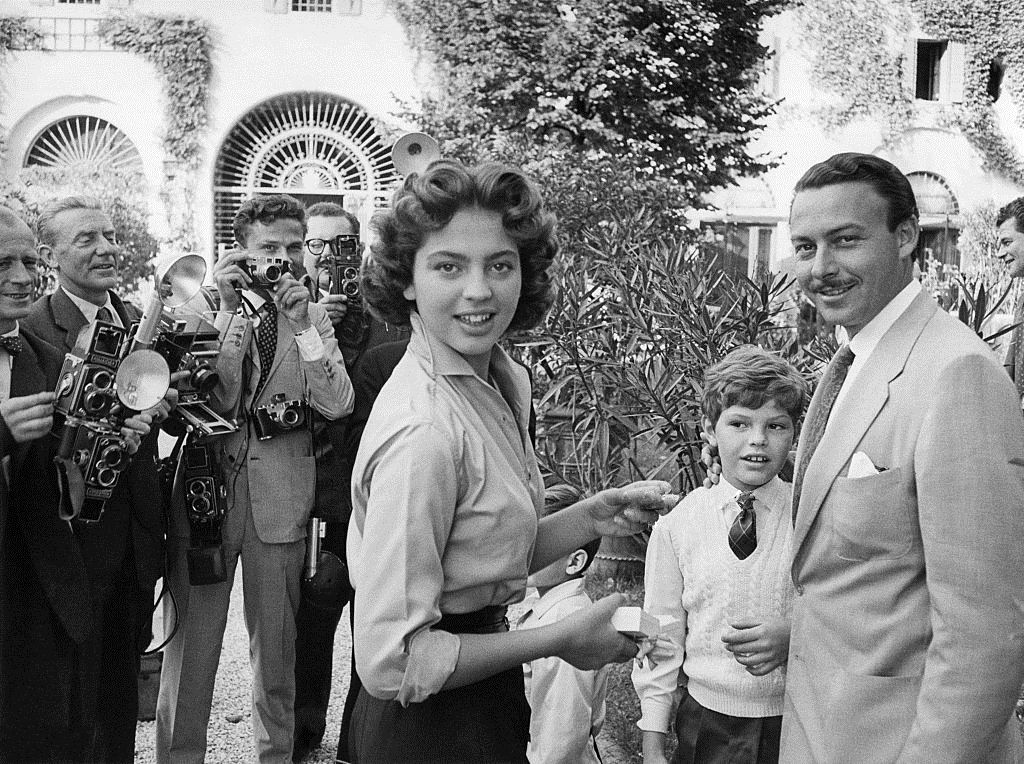
Ira von Fürstenberg s mladším bratrem Egonem a prvním manželem princem Alfonsem Hohenlohem (1955)

Pocházela ze starého šlechtického rodu Fürstenbergů, narodila se v Římě jako dcera prince Tassila Fürstenberga (1903–1989), matka Claire Agnelli (1920–2016) byla dědičkou automobilky Fiat. Ira vyrůstala v Itálii a v roce 1955 se v Benátkách provdala za prince Alfonse Hohenlohe-Langenburga (1924–2003). Měli spolu dva syny a rozvedli se v roce 1960. Podruhé se vdala v roce 1961 za brazilského podnikatele Francisca Pignatariho (1916–1977). Toto manželství zůstalo bezdětné a skončilo taktéž rozvodem v roce 1964.
Po druhém rozvodu se Ira vrátila do Evropy a začala se prosazovat ve světě filmu. Zásluhu na tom měl filmový producent Dino De Laurentiis, který rád obsazoval do mezinárodních produkcí ženy se slavnými šlechtickými jmény. Absolvovala roční herecké školení v Paříži a Římě, její první rolí byla princezna Jusupovová ve filmu Zabil jsem Rasputina (J'ai toué Raspoutine, 1966) v režii Roberta Hosseina. Hlavní ženskou roli pak hrála ve špionážním filmu Matchless (1968) režiséra Alberta Lattuady. Později točila v Itálii, ale také v Británii, Španělsku nebo Francii, hrála středně velké role v různých žánrech, převážně komediích. Před kamerou stála naposledy jako manželka senátora ve francouzském filmu Zemřeš krásnější než já (Plus beau que moi, tu meurs, 1982). Natočila celkem 28 filmů.
Po smrti Grace Kellyové se objevovala jako společnice po boku monackého knížete Rainiera, pracovala také jako manažerka public relations italského módního návrháře Valentina. Uplatnila se také jako spisovatelka, byla aktivní i v charitě.

## Osobní život
Z prvního manželství měla dva syny. Starší Christoph princ Hohenlohe-Langenburg (1956–2006) zemřel za nevyjasněných okolností v Thajsku, mladší Hubertus (* 1959) je hudebníkem, fotografem a v mládí také sportovcem. V alpském lyžování reprezentoval[kdy?] na několika zimních olympijských hrách.
Zemřela v Římě 18. února 2024 ve věku třiaosmdesáti let. Je pohřbena v Stroblu nedaleko Salcburku.